# Seolseong-myeon
Seolseong-myeon (koreanska: 설성면) är en socken i kommunen Icheon i provinsen Gyeonggi i den centrala delen av Sydkorea, 70 km sydost om huvudstaden Seoul. 